# 乔国俊
乔国俊（1936年—），男，汉族，内蒙古土默特左旗人，中国天体物理学家，曾任北京大学教授、博士生导师，中国天文学会常务理事。